# Brooks Thompson
Pour les articles homonymes, voir Thompson.
Brooks Thompson, né le 19 juillet 1970 à Dallas au Texas et mort le 9 juin 2016 à San Antonio au Texas, est un joueur et entraîneur américain de basket-ball. Il évoluait au poste de meneur.

## Biographie
Brooks Thompson est né le 19 juillet 1970 à Dallas, au Texas. Il est marié à Michelle et ensemble ils ont eu 3 filles ; Ryan Michelle, Brooke et Addison.
Sa carrière a débuté lorsqu'il fréquentait le lycée Littleton High School au Colorado. En 1989, il a été nommé joueur de l'année ce qui lui a perdu de débuter réellement sa carrière de joueur. Il a disputé au total 168 matchs pour un total de 760 points marqués. En 1998, il décide de prendre la retraite et décide de s'engager en tant qu'entraîneur professionnel. Le 19 avril 2006, il revient à ses origines, Brooks a été nommé entraîneur de l'équipe masculine de l'Université du Texas à San Antonio et accomplit de véritables résultats avec cette équipe. Malheureusement, il décède le 9 juin 2016.

### Décès
Brooks Thompson meurt le 9 juin 2016 à l'âge de 45 ans à San Antonio. En avril 2016, l'ancien coach de la faculté de Texas-San Antonio a appris qu'il souffrait d'une défaillance multiviscérale.